# 岳滩镇
岳滩镇，是中华人民共和国河南省洛陽市偃师区下辖的一个乡镇级行政单位。

## 行政区划
岳滩镇下辖以下地区：
寇圪垯村、岳滩村、东庄村、王庄村、前马郡村、后马郡村、赵庄寨村、赵庄街村、周堂村、黄大王庙村、佛滩头村、仝庄村、尚庄村、喂南村、喂北村、西谷堆头村、东谷堆头村和堤头村。